# 기타히노촌
기타히노촌(北日野村)은 후쿠이현 이마다테군에 설치되었던 촌이다. 현재의 에치젠시 중심부의 남동쪽, 히노강 우안에 해당한다.